# Winsock
Windows Sockets API (WSA), название которого было укорочено до Winsock. Это техническая спецификация, которая определяет, как сетевое программное обеспечение Windows будет получать доступ к сетевым сервисам, в том числе TCP/IP. Он определяет стандартный интерфейс между клиентским приложением (таким как FTP-клиент или веб-браузер) и внешним стеком протоколов TCP/IP. Он основывается на API модели сокетов Беркли, использующейся в BSD для установки соединения между программами.

## Предыстория
Ранние операционные системы Microsoft, такие как MS-DOS и Microsoft Windows, имели ограничения по работе с сетью, которые были связаны с использованием протокола NetBIOS. В частности, Microsoft в то время не поддерживал работу со стеком протоколов TCP/IP. Несколько университетских групп и коммерческих фирм, включая MIT, FTP Software, Sun Microsystems, Ungermann-Bass и Excelan, представляли свои решения для работы с TCP/IP в MS-DOS, часто как часть программно-аппаратного комплекса. После выпуска Microsoft Windows 2.0 к этим разработчикам присоединились и другие, такие как Distinct и NetManage, которые помогли в организации поддержки протоколов TCP/IP для Windows. Недостаток, с которыми столкнулись все вышеперечисленные разработчики, состоял в том, что каждый из них использовал свои собственные API (Application Programming Interface). Без единой стандартной модели программирования трудно было убедить независимых разработчиков программного обеспечения в создании сетевых программ, которые могли бы работать на основе реализации стека протоколов TCP/IP любого из разработчиков. Стало понятно, что необходима стандартизация.
Модель Sockets API Windows была предложена Мартином Холлом из JSB Software (позднее Stardust Technologies) в рамках информационной группы BOF (Birds of a Feather) и согласована в сети CompuServe на BBS в октябре 1991 года. Первое издание спецификации было написано Мартином Холлом, Марком Товфиком из Microdyne (позднее Sun Microsystems), Джеффом Арнольдом (Sun Microsystems), Генри Сандерс и Дж. Алардом из Microsoft, и при участии многих других разработчиков. Возникли вопросы о том, кому присвоить авторские права, права интеллектуальной собственности. В конце концов было решено, что авторские права на спецификацию будут принадлежать пяти авторам как физическим лицам.

## Технология
Начиная с Windows 2000 Winsock работает через Transport Driver Interface.

## Обновления в Windows 8
Windows 8 включает в себя RIO (Registered IO), расширяющий возможности Winsock.